# Département Gard
Das Département du Gard [gaːʀ] ist das französische Département mit der Ordnungsnummer 30. Es liegt im Süden des Landes in der Region Okzitanien und wurde nach dem Fluss Gard benannt, einem Nebenfluss der Rhône.

## Geographie
Die Verwaltungseinheit umfasst sehr verschiedene Naturräume. Im Süden des Départements besteht ein Zugang zum Mittelmeer, an dem in nördlicher Richtung Aigues-Mortes und die kleinen Rhone (Petit Rhône) in der tischebenen Landschaft der Petite Camargue anschließt. Etwas höher gelegen im Zentrum des Départements befinden sich die Naturräume Costières und Garrigues. Im Nordwesten geht die Landschaft ins Gebirge der Cevennen über, das den südöstlichsten Teil des Zentralmassivs darstellt. Der dort gelegene Mont Aigoual ist mit einer Gipfelhöhe von 1567 Metern die höchste Erhebung des Départements.
Das Département Gard grenzt an die Départements Hérault, Lozère, Aveyron, Bouches-du-Rhône, Vaucluse und Ardèche.

## Geschichte
Das Département wurde am 4. März 1790 aus einem Teil der Provinz Languedoc gebildet.
Es gehörte von 1960 bis 2015 der Region Languedoc-Roussillon an, die 2016 in der Region Okzitanien aufging.

## Wappen
Beschreibung: Unter einem silbernen Schildhaupt in Rot mit Dornenschnitt ein goldenes Tolosanerkreuz.

## Bevölkerung und Städte
Die Präfektur Nîmes ist die größte Gemeinde des Départements und mit 150.444 Einwohnern (Stand 1. Januar 2022) dessen einzige Großstadt. Mit deutlichem Abstand folgt Alès mit 45.025 Einwohnern (Stand 1. Januar 2022). Ansonsten hatten alle weiteren Gemeinden im Jahr 2013 weniger als 20.000 Einwohner. Darunter finden sich zentrale Orte wie Bagnols-sur-Cèze, Beaucaire oder Pont-Saint-Esprit. Im Arrondissement Le Vigan, das rund ein Viertel der Fläche des Départements einnimmt und in dessen dünn besiedelten Westen liegt, haben die bevölkerungsreichsten Gemeinden Le Vigan und Saint-Hippolyte-du-Fort 2013 jeweils knapp 4.000 Einwohner. Wenngleich es im Gard lediglich eine Großstadt und andererseits verhältnismäßig dünn besiedelte Regionen gibt, lag es 2013 mit 733.201 Bewohnern und einer Bevölkerungsdichte von 125 Einwohnern je Quadratkilometer knapp über dem Durchschnitt Frankreichs.
Sowohl langfristig als auch auf das 21. Jahrhundert bezogen lässt sich für das Département ein Trend des Bevölkerungswachstums feststellen. Nach seiner Gründung im Jahr 1790 wurde im Folgejahr eine Bevölkerungszahl von 313.464 ermittelt. In den darauffolgenden 60 Jahren wuchs die Zahl auf über 400.000 an und verblieb bei gewissen Schwankungen bis ungefähr 1960 auf diesem Niveau. Von da an setzte ein deutliches und beständiges Wachstum ein, sodass 1999 bereits 623.125 Menschen ihren Wohnsitz im Gard hatten. Mit Stand von 2013 waren es 733.201 Einwohner. Das durchschnittliche jährliche Bevölkerungswachstum im Zeitraum von 2007 bis 2012 lag bei 1,0 %. Die Zahl der Geburten übertraf die der Sterbefälle im Jahr 2014 deutlich.

## Verwaltungsgliederung
| Arrondissement   | Kantone | Gemeinden | Einwohner 1. Januar 2022 | Fläche km² | Dichte Einw./km² | Code INSEE |
| ---------------- | ------- | --------- | ------------------------ | ---------- | ---------------- | ---------- |
| Alès             | 6       | 95        | 154.805                  | 1.273,91   | 122              | 301        |
| Nîmes            | 18      | 181       | 569.528                  | 3.160,25   | 180              | 302        |
| Le Vigan         | 2       | 74        | 39.677                   | 1.390,55   | 29               | 303        |
| Département Gard | 23      | 351       | 764.010                  | 5.824,71   | 131              | 30         |

Siehe auch:

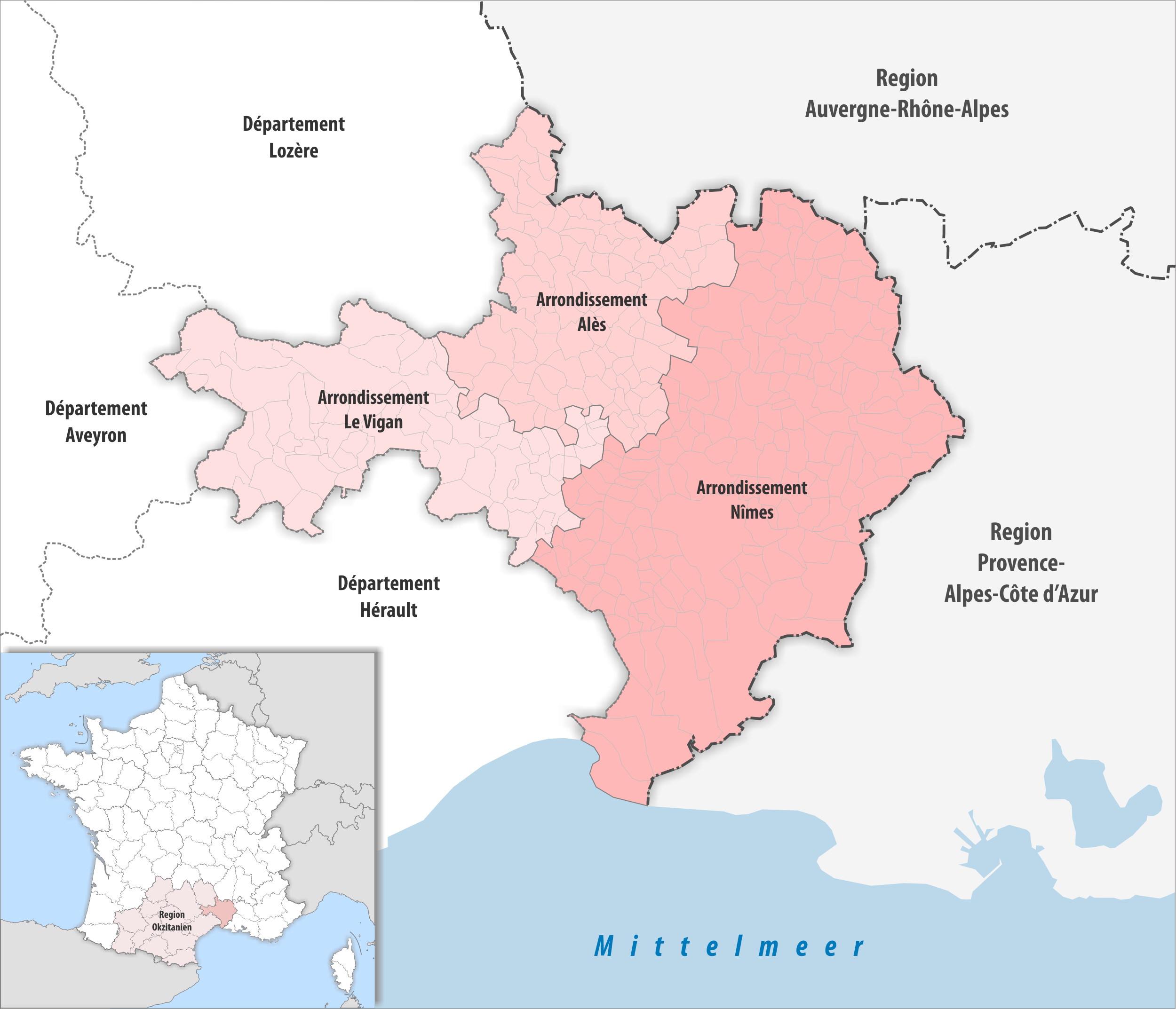
Gemeinden und Arrondissemente im Département Gard

- Liste der Gemeinden im Département Gard
- Liste der Kantone im Département Gard
- Liste der Gemeindeverbände im Département Gard

## Militär
Das französische Militärlager camp des Garrigues befindet sich in Nîmes im Département Gard.

## Klima
|                        | Jan | Feb  | Mär  | Apr  | Mai  | Jun  | Jul  | Aug  | Sep  | Okt  | Nov  | Dez  |   |      |
| Mittl. Temperatur (°C) | 5,7 | 6,7  | 9,7  | 12,4 | 16,1 | 20,1 | 23,2 | 22,4 | 19,2 | 14,6 | 9,7  | 6,5  | ⌀ | 13,9 |
| Mittl. Tagesmax. (°C)  | 9,9 | 11,5 | 14,7 | 17,6 | 21,4 | 25,9 | 29,4 | 28,4 | 24,6 | 19,4 | 14,0 | 10,4 | ⌀ | 19   |
| Mittl. Tagesmin. (°C)  | 1,6 | 2,0  | 4,7  | 7,2  | 10,9 | 14,3 | 17,0 | 16,5 | 13,9 | 9,7  | 5,4  | 2,7  | ⌀ | 8,9  |
|                        |     |      |      |      |      |      |      |      |      |      |      |      |   |      |
| Niederschlag (mm)      | 62  | 62   | 62   | 54   | 55   | 44   | 25   | 45   | 79   | 110  | 69   | 64   | Σ | 731  |
|                        |     |      |      |      |      |      |      |      |      |      |      |      |   |      |
| Sonnenstunden (h/d)    | 4   | 6    | 7    | 8    | 9    | 11   | 13   | 10   | 8    | 6    | 5    | 4    | ⌀ | 7,6  |
|                        |     |      |      |      |      |      |      |      |      |      |      |      |   |      |
| Regentage (d)          | 7   | 5    | 6    | 6    | 5    | 4    | 2    | 4    | 4    | 7    | 5    | 6    | Σ | 61   |

| 1,6 |

| 2,0 |

| 4,7 |

| 7,2 |

| 10,9 |

| 14,3 |

| 17,0 |

| 16,5 |

| 13,9 |

| 9,7 |

| 5,4 |

| 2,7 |

| 1,6 |

| 2,0 |

| 4,7 |

| 7,2 |

| 10,9 |

| 14,3 |

| 17,0 |

| 16,5 |

| 13,9 |

| 9,7 |

| 5,4 |

| 2,7 |

Tage pro Jahr mit
- Regenfällen über 1 mm: 58
- Frost: 10
  - Erster Frost: 22. Dezember
  - Letzter Frost: 14. Februar
- Schnee: 2
- Gewitter: 14
- Hagel: 1

(Stand 1991.)